# Ronda Ostensiva com Apoio de Motocicletas

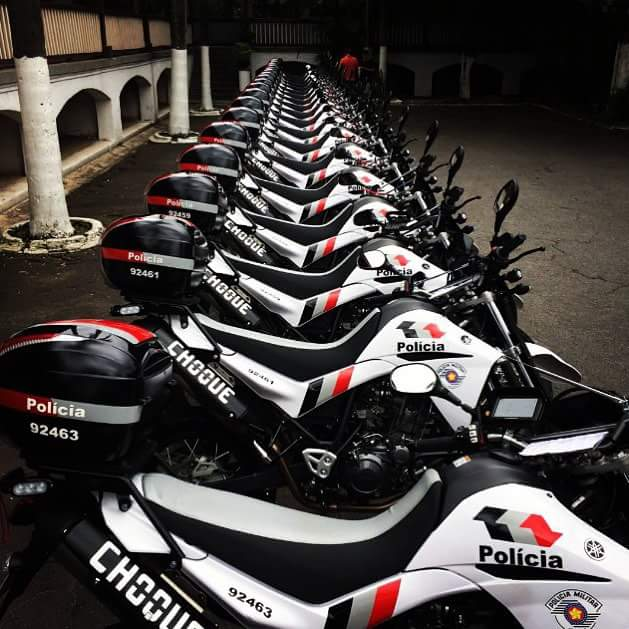
Motos do modelo Yamaha XT 660R no pátio do 2.º Batalhão de Polícia de Choque.

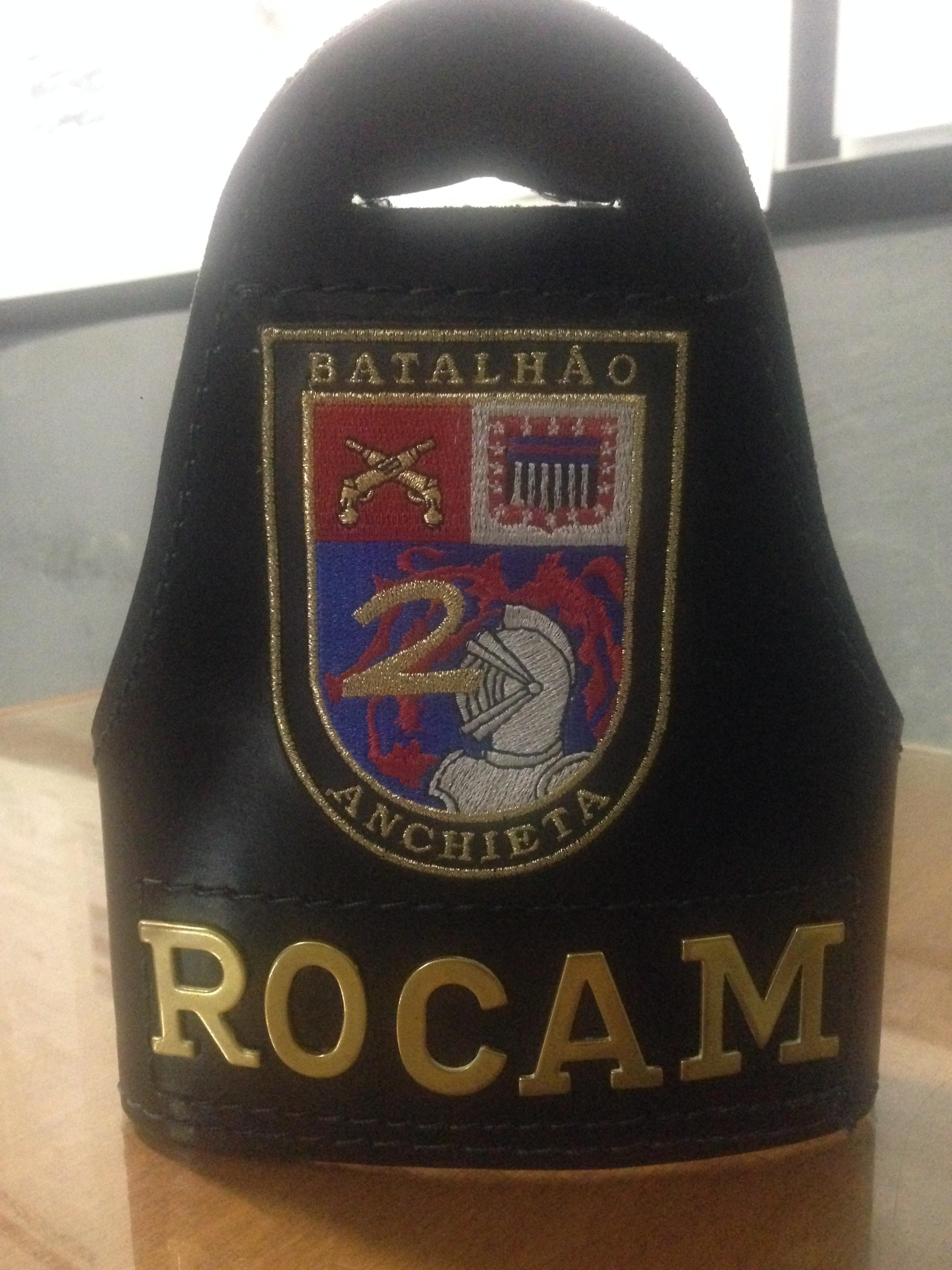
Braçal ROCAM

A Ronda Ostensiva Com Apoio de Motocicletas, mais conhecida pelo acrônimo ROCAM, é um programa de policiamento que utiliza a moto como meio de deslocamento. Foi criada em 5 de novembro de 1982 no 1º Batalhão de Polícia de Choque (ROTA) da Polícia Militar do Estado de São Paulo com a finalidade principal de auxiliar no combate à criminalidade nos centros comerciais e bancários no intenso trânsito da cidade de São Paulo junto com as viaturas da ROTA. O programa teve tal êxito que foi expandido e adotado por outras instituições policiais em diferentes estados do Brasil.
A ROCAM iniciou suas operações em 12 de novembro de 1982. Na época, o 1º Batalhão de Polícia de Choque contava com 134 policiais militares, doze viaturas (VW Gol) e cem motocicletas Yamaha RX 180. Em 7 de abril de 1986 a ROCAM foi transferida para o 2º Batalhão de Polícia de Choque passando a executar, além das atividades próprias de policiamento ostensivo, o controle de distúrbios civis e o policiamento externo de eventos artísticos, desportivos e culturais.

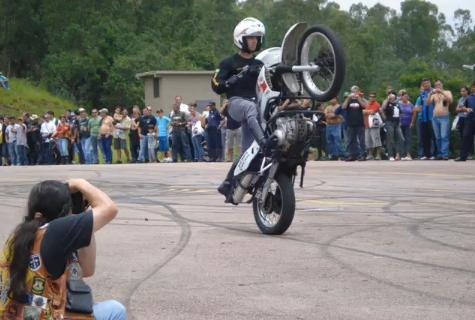
Rocam praticando wheelie.